# Amphoe Thung Saliam

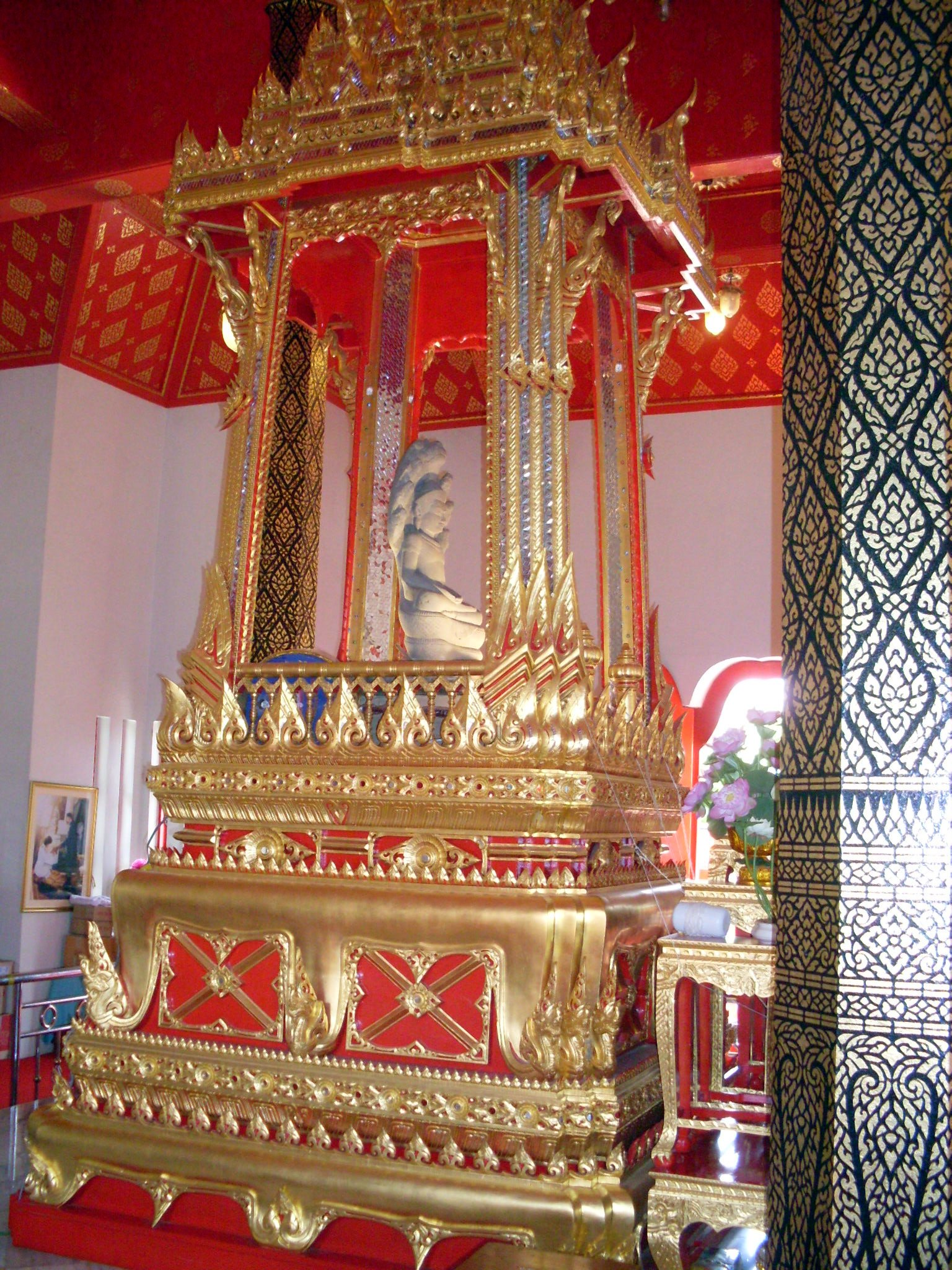
Buddha-Statue im Wat Luang Po Si La

Amphoe Thung Saliam (Thai: อำเภอ ทุ่งเสลี่ยม) ist ein Landkreis (Amphoe – Verwaltungs-Distrikt) der Provinz Sukhothai. Die Provinz Sukhothai liegt in der Nordregion von Thailand. "Thung" lautet in der deutschen Übersetzung "Feld", während "Saliam" eine bestimmte Baumart bezeichnet. Im übertragenen Sinn könnte man den Ort mit "Birkenfeld" übersetzen.

## Geographie
Benachbarte Landkreise (von Norden im Uhrzeigersinn): die Amphoe Si Satchanalai, Sawankhalok, Si Samrong und Ban Dan Lan Hoi der Provinz Sukhothai, sowie Thoen der Provinz Lampang.

## Geschichte
Thung Saliam wurde im Jahr 1957 als Unterbezirk (King Amphoe) eingerichtet, indem die beiden Tambon Thung Saliam und Klang Dong vom Amphoe Sawankhalok abgetrennt wurden. Zwei Jahre später erhielt Thung Saliam den vollen Amphoe-Status.

## Sehenswürdigkeiten
- Wat Thung Saliam (Thai: วัดทุ่งเสลี่ยม) – buddhistischer Tempel (Wat) im Tambon Thung Saliam mit einer berühmten Buddha-Statue aus grauem Sandstein, „Luang Po Si La“ genannt (Thai: หลวงพ่อศิลา, wörtlich etwa: Ehrenwerter Mönch aus Stein). Sie zeigt den Buddha in „indischer Pose“ sitzend (die Beine übereinander gelegt) mit der Meditations-Handhaltung (Dhyana-Mudra), hinter ihm erhebt sich schützend eine siebenköpfige Naga. Statuen dieser Art werden in Thailand „Pang Nak Prok“ (Thai: ปางนาคปรก) genannt: beschützt von der Naga. Die Statue im Lopburi-Stil ist 85 Zentimeter hoch und hat in Knie-Höhe eine Weite von 44 Zentimeter, sie wiegt etwa 126 Kilogramm.[3] Am 29. Oktober 1977 wurde die Statue gestohlen und aus Thailand herausgeschmuggelt. Später wurde sie in Großbritannien wiedergefunden, kurz bevor sie in die USA weitertransportiert werden konnte. Daraufhin wurde vom Fine Arts Department ein Komitee gebildet, um in den Fall einzugreifen und die Statue wieder nach Thailand zu holen, was am 20. Dezember 1996 gegen Zahlung einer Summe von 5.200.000 Baht in die Tat umgesetzt wurde.

## Verwaltung

### Provinzverwaltung
Der Kreis ist in fünf Kommunen (Tambon) eingeteilt, die sich weiter in 55 Dörfer (Muban) unterteilen.
| Nr. | Name                  | Thai          | Muban | Einw.  |
| --- | --------------------- | ------------- | ----- | ------ |
| 1.  | Ban Mai Chai Mongkhon | บ้านใหม่ไชยมงคล | 08    | 07.298 |
| 2.  | Thai Chana Suek       | ไทยชนะศึก      | 11    | 08.272 |
| 3.  | Thung Saliam          | ทุ่งเสลี่ยม       | 13    | 14.298 |
| 4.  | Klang Dong            | กลางดง        | 15    | 12.228 |
| 5.  | Khao Kaeo Si Sombun   | เขาแก้วศรีสมบูรณ์ | 08    | 07.997 |

### Lokalverwaltung
Es gibt drei Kleinstädte (Thesaban Tambon) im Landkreis:
- Thung Saliam (เทศบาลตำบลทุ่งเสลี่ยม) besteht aus Teilen des gleichnamigen Tambon,
- Khao Kaeo Si Sombun (เทศบาลตำบลเขาแก้วศรีสมบูรณ์) besteht aus dem gesamten Tambon Khao Kaeo Si Sombun,
- Klang Dong (เทศบาลตำบลกลางดง) besteht aus dem gesamten Tambon Klang Dong.

Außerdem gibt es drei „Tambon Administrative Organizations“ (TAO, องค์การบริหารส่วนตำบล – Verwaltungs-Organisationen) für die Tambon im Landkreis, die zu keiner Stadt gehören.